# Cristaria gracilis
Cristaria gracilis är en malvaväxtart som beskrevs av Claude Gay. Cristaria gracilis ingår i släktet Cristaria och familjen malvaväxter. Inga underarter finns listade i Catalogue of Life.